# Circonstance atténuante (droit)
Pour les articles homonymes, voir Circonstances atténuantes.
En droit pénal, la circonstance atténuante est un procédé juridique qui permet au juge de réduire, suivant son appréciation des faits, la peine légalement encourue par le prévenu ou l'accusé d'un crime ou délit.

## En droit pénal canadien
Le Code criminel canadien contient davantage de dispositions sur les circonstances aggravantes que sur les circonstances atténuantes. Toutefois, l'art. 380.1 (2) C.cr. affirme concernant la fraude, les manipulations frauduleuse d'opérations boursières et le délit d'initié que « lorsque le tribunal détermine la peine à infliger à l’égard d’une infraction prévue aux articles 380, 382, 382.1 ou 400, il ne prend pas en considération à titre de circonstances atténuantes l’emploi qu’occupe le délinquant, ses compétences professionnelles ni son statut ou sa réputation dans la collectivité, si ces facteurs ont contribué à la perpétration de l’infraction, ont été utilisés pour la commettre ou y étaient liés. »
La common law peut aussi établir les circonstances atténuantes. Par exemple, dans la décision R. c. Dubuc, le tribunal établit sommairement la liste des facteurs atténuants et la liste des facteurs aggravants dans une affaire où un aidant naturel était accusé d'avoir accidentellement tué son frère atteint de la maladie d'Alzheimer.

## En droit pénal français
Les tribunaux criminels en France prennent le nom de cour d'assises avec la loi du 20 avril 1810. Les circonstances atténuantes n'étant prévues que dans certaines matières correctionnelles ou à quelques crimes, les criminels y sont condamnés à des peines sévères : peine afflictive de la main droite coupée qui perdure jusqu'en 1832, flétrissure, peine capitale. La loi du 28 avril 1832 réformant le Code pénal et le Code d’instruction criminelle étend le domaine d’application des circonstances atténuantes à l'ensemble des crimes, rompant ainsi avec l'habitude prise par les jurés d'acquitter plutôt que de prononcer une peine trop lourde. Jusqu'en 1994, elles étaient régies par l'article 463 du code pénal.
Formellement, si ces circonstances atténuantes disparaissent du code pénal à l'occasion de la réforme pénale de 1992, elles restent prises en considération avec le principe d'individualisation des peines, qui tiennent compte des « circonstances de l’infraction » et de la « personnalité de son auteur », ainsi, qu'en cas d'amende, des « ressources et des charges de l’auteur de infraction ». Elles sont ainsi implicites lorsque la peine prononcée est inférieure au seuil maximal de peine défini par la loi, l'unique seuil désormais fixé.

## En droit pénal allemand
Il existe des circonstances atténuantes communes à toutes les infractions, mais selon les cas, leur application n'est pas automatique. Ainsi; contrairement à la complicité dans la commission d'un délit ou d'un crime, où les peines appliquées sont basées sur celles du délit ou du crime, avec application systématique des circonstances atténuantes, la prise en compte d'autres motifs tels qu'infraction par omission ou par erreur, atténuation de la responsabilité due à des troubles mentaux, simple tentative, est laissée à l'appréciation du juge.
Leur prise en compte, quand des quantum de peine minimales et maximales existent, s'applique aux deux seuils. La peine maximale applicable est réduite d'un quart, et à 15 ans en cas de peine prévoyant la réclusion criminelle à perpétuité. La durée minimale passe à deux ans pour peines prévues d'une durée entre cinq et dix ans, à six mois pour des durées initialement comprises entre deux et trois ans, et à trois mois pour une durée d'un an.